# Ghased

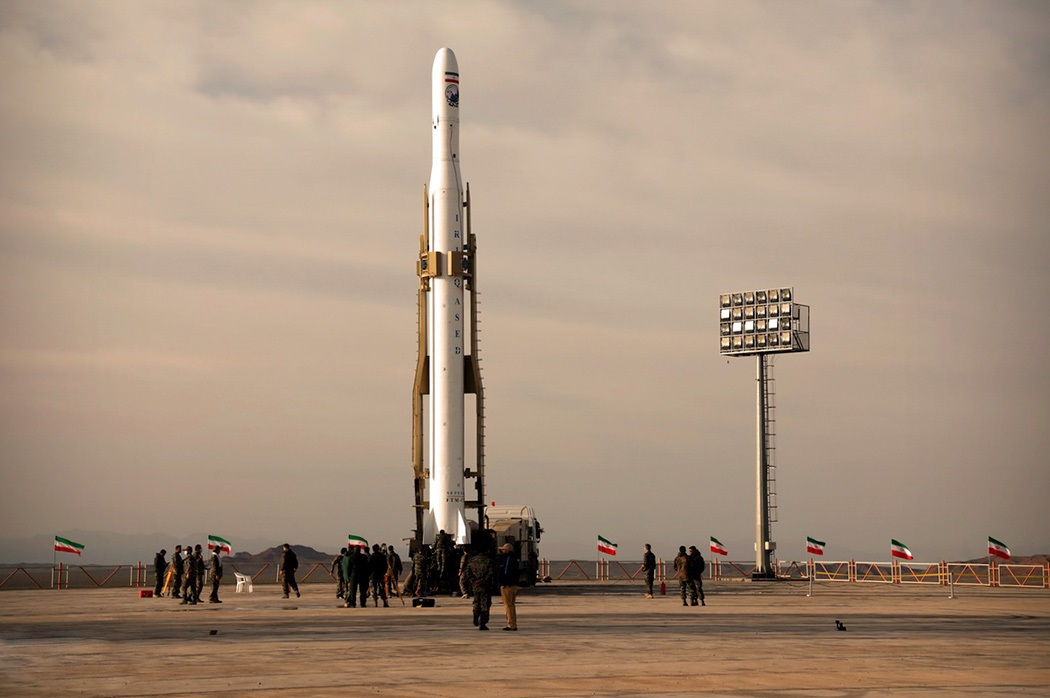
Ghased-Rakete vor dem ersten Start, April 2020

Die Ghased (persisch قاصد „Botschafter“) ist eine iranische Trägerrakete für den Start von Kleinsatelliten. Sie ist ein Zwischenschritt und ein Testvehikel für die Entwicklung einer neuen Feststoff-Trägerrakete.

## Hintergrund
Der Iran betreibt mindestens zwei Raumfahrtprogramme. Allgemein bekannt sind Aktivitäten, die am Weltraumbahnhof Semnan-Raumfahrtzentrum nahe der Stadt Semnan im Norden des Landes angesiedelt sind. Hier startet die Iranische Weltraumagentur die Raketen Safir und Simorgh, welche vor allem zivilen Zwecken dienen sollen. Die Einsätze werden meist vorher angekündigt, und der Iran informiert über technische Daten und Funktion der gestarteten Satelliten.
Etwa 170 Kilometer nordöstlich, in einer Anlage bei Schahrud, arbeitet auch die Iranische Revolutionsgarde unter großer Geheimhaltung an Raketentechnik. Hier entstand nach Einschätzung westlicher Beobachter die Rakete Ghased, von deren Existenz bis zu ihrem ersten Start öffentlich nichts bekannt war.

## Technik
Die Rakete ist etwa 20 Meter lang und besteht aus drei Stufen. Die erste Stufe wurde von der iranischen Mittelstreckenrakete Schahab 3 übernommen oder abgeleitet; sie besitzt dementsprechend einen Flüssigkeitsantrieb. Bei der zweiten Stufe handelt es sich um eine Neuentwicklung mit Feststofftriebwerk. William Graham vom Nachrichtenportal NasaSpaceflight vermutet, die dritte Stufe besitze ebenfalls ein Feststofftriebwerk. Gestartet wird die Ghased von einer mobilen Rampe.

## Einsätze
Der erste Start einer Ghased fand ohne Vorankündigung am 22. April 2020 gegen 6 Uhr MESZ von einem Testgelände bei Schahrud statt. Die Revolutionsgarde gab an diesem Tag bekannt, dass man mit der Rakete den Satelliten „Nur“ (persisch نور „Licht“) erfolgreich in eine 425 Kilometer hohe Umlaufbahn gebracht habe. Medienberichten zufolge handelt es sich um den ersten Militärsatelliten des Iran. Eine Abbildung auf der Rakete zeigte einen Erdbeobachtungs- beziehungsweise Aufklärungssatelliten im 6U-Cubesat-Format. Die US-amerikanische Weltraumüberwachung bestätigte am nachfolgenden Tag den neuen Satelliten „Nour 01“ in einer Umlaufbahn mit einem Perigäum von 426 km und einem Apogäum von 436 km. Der zweite Start am 8. März 2022 beförderte den verbesserten Satelliten Nour 2, der vermutlich ebenfalls für Aufklärung eingesetzt werden soll, in eine Umlaufbahn mit einem Perigäum von 495 km und einem Apogäum von 513 km sowie einer Bahnneigung von 58,3 Grad.

## Startliste
Stand: 22. Juli 2025
| Datum (UTC)             | Startplatz | Nutzlast | Art der Nutzlast | Orbit 1      | Anmerkungen |
| ----------------------- | ---------- | -------- | ---------------- | ------------ | ----------- |
| 22. April 2020 03:59    | Schahrud   | Nour     | Militärsatellit  | 426 × 444 km | Erfolg      |
| 8. März 2022 ca. 05:06  | Schahrud   | Nour 2   | Militärsatellit  | 495 × 513 km | Erfolg      |
| 27. Sep. 2023 ca. 06:00 | Schahrud   | Nour 3   | Militärsatellit  | 442 × 456 km | Erfolg      |
| 20. Juli 2025           |            |          |                  | suborbital   | [ 16 ]      |